# Pearson Eshenko
Pearson Eshenko (* 16. Oktober 1997 in Banff) ist ein kanadischer Volleyballspieler.

## Karriere
Eshenko begann seine Karriere an der Dr EP Scarlett High School in Calgary. Von 2015 bis 2020 studierte er an der Trinity Western University und spielte in der Universitätsmannschaft Spartans. 2016, 2017 und 2019 wurde er mit dem Team kanadischer Meister. 2020 wurde er als bester Mittelblocker der Liga ausgezeichnet. Anschließend wechselte er zum deutschen Bundesligisten Helios Grizzlys Giesen. Seit 2021 schlägt Eshenko beim Ligakonkurrenten SVG Lüneburg auf.